# Boston Society of Film Critics Award für das beste Drehbuch
Der Boston Society of Film Critics Award für das beste Drehbuch wird seit 1980 von der Boston Society of Film Critics verliehen. Seit dem Jahr 2022 werden je ein Preis für das beste Originaldrehbuch und ein Preis für das beste adaptierte Drehbuch verliehen.

## Gewinner

### 1980er Jahre
| Jahr | Preisträger                     | für den Film                       | Vorlage |
| ---- | ------------------------------- | ---------------------------------- | ------- |
| 1980 | Bo Goldman                      | Melvin und Howard                  |         |
| 1981 | André Gregory und Wallace Shawn | Mein Essen mit André               |         |
| 1982 | Barry Levinson                  | American Diner                     |         |
| 1983 | Eric Rohmer                     | Pauline am Strand                  |         |
| 1984 | Alex Cox                        | Repoman                            |         |
| 1985 | Woody Allen                     | The Purple Rose of Cairo           |         |
| 1986 | Woody Allen                     | Hannah und ihre Schwestern         |         |
| 1987 | James L. Brooks                 | Nachrichtenfieber – Broadcast News |         |
| 1988 | Ron Shelton                     | Bull Durham                        |         |
| 1989 | Woody Allen                     | Crimes and Misdemeanors            |         |

### 1990er Jahre
| Jahr | Preisträger                       | für den Film                | Vorlage |
| ---- | --------------------------------- | --------------------------- | --- |
| 1990 | Nicholas Kazan                    | Die Affäre der Sunny von B. | Nach dem Roman Die Affäre der Sunny von B. Nahaufnahme einer Familie: der Von-Bülow-Skandal von Alan M. Dershowitz |
| 1991 | David Cronenberg                  | Naked Lunch                 | |
| 1992 | Neil Jordan                       | The Crying Game             | |
| 1993 | Robert Altman und Frank Barhydt   | Short Cuts                  | |
| 1994 | Quentin Tarantino und Roger Avary | Pulp Fiction                | |
| 1995 | Emma Thompson                     | Sinn und Sinnlichkeit       | |
| 1996 | Joseph Tropiano and Stanley Tucci | Big Night                   | |
| 1997 | Curtis Hanson und Brian Helgeland | L.A. Confidential           | Nach dem Roman Stadt der Teufel von James Ellroy                                                                   |
| 1998 | Scott Frank                       | Out of Sight                | |
| 1999 | Charlie Kaufman                   | Being John Malkovich        | |

### 2000er
| Jahr | Preisträger                              | für den Film                                | Vorlage |
| ---- | ---------------------------------------- | ------------------------------------------- | --- |
| 2000 | Cameron Crowe Steve Kloves               | Almost Famous – Fast berühmt Die WonderBoys | Nach dem Roman Wonder Boys von Michael Chabon                                                                                     |
| 2001 | Christopher Nolan                        | Memento                                     | Nach der Kurzgeschichte Memento mori von Jonathan Nolan                                                                           |
| 2002 | Charlie und der fiktive Donald Kaufman   | Adaption – Der Orchideen-Dieb               | Nach dem Roman The Orchid Thief von Susan Orlean                                                                                  |
| 2003 | Shari Springer Berman und Robert Pulcini | American Splendor                           | Teilweise nach der Comicserie American Splendor von Harvey Pekar und dem Roman Our Cancer Year von Harvey Pekar und Joyce Brabner |
| 2004 | Alexander Payne und Jim Taylor           | Sideways                                    | Nach dem Roman Sideways von Rex Pickett                                                                                           |
| 2005 | Dan Futterman                            | Capote                                      | Nach der Biografie Capote: A Biography von Gerald Clarke                                                                          |
| 2006 | William Monahan                          | Departed – Unter Feinden                    | Adaption von Infernal Affairs von Siu Fai Mak und Felix Chong                                                                     |
| 2007 | Brad Bird                                | Ratatouille                                 | |
| 2008 | Dustin Lance Black                       | Milk                                        | |
| 2009 | Ethan und Joel Coen                      | A Serious Man                               | |

### 2010er
| Jahr | Preisträger                                                                                       | für den Film                      | Vorlage                                                                                        |
| ---- | ------------------------------------------------------------------------------------------------- | --------------------------------- | ---------------------------------------------------------------------------------------------- |
| 2010 | Aaron Sorkin                                                                                      | The Social Network                | Nach dem Roman The Accidental Billionaires von Ben Mezrich                                     |
| 2011 | Aaron Sorkin, Steven Zaillian und Stan Chervin                                                    | Die Kunst zu gewinnen – Moneyball | Nach dem Buch Moneyball: The Art of Winning an Unfair Game von Michael Lewis                   |
| 2012 | Tony Kushner                                                                                      | Lincoln                           | Nach dem Buch Team of Rivals: The Political Genius of Abraham Lincoln von Doris Kearns Goodwin |
| 2013 | Nicole Holofcener                                                                                 | Genug gesagt                      |                                                                                                |
| 2014 | Alejandro González Iñárritu, Nicolás Giacobone, Alexander Dinelaris, Armando Bó Richard Linklater | Birdman Boyhood                   |                                                                                                |
| 2015 | Tom McCarthy und Josh Singer                                                                      | Spotlight                         |                                                                                                |
| 2016 | Kenneth Lonergan                                                                                  | Manchester by the Sea             |                                                                                                |
| 2017 | Greta Gerwig                                                                                      | Lady Bird                         |                                                                                                |
| 2018 | Nicole Holofcener und Jeff Whitty                                                                 | Can You Ever Forgive Me?          | Nach dem Buch Can You Ever Forgive Me? von Lee Israel                                          |
| 2019 | Quentin Tarantino                                                                                 | Once Upon a Time in Hollywood     |                                                                                                |

### 2020er
| Jahr | Preisträger                       | für den Film                  | Vorlage                                                                    |
| ---- | --------------------------------- | ----------------------------- | -------------------------------------------------------------------------- |
| 2020 | Charlie Kaufman                   | I’m Thinking of Ending Things | Nach dem Roman I’m Thinking of Ending Things von Iain Reid                 |
| 2021 | Ryūsuke Hamaguchi und Takamasa Ōe | Drive My Car                  | Nach den Kurzgeschichten Drive My Car und Scheherazade von Haruki Murakami |

| Jahr | Kategorie            | Preisträger     | für den Film              | Vorlage                                                                |
| ---- | -------------------- | --------------- | ------------------------- | ---------------------------------------------------------------------- |
| 2022 | Originaldrehbuch     | Martin McDonagh | The Banshees of Inisherin |                                                                        |
| 2022 | Adaptiertes Drehbuch | Kogonada        | After Yang                | Nach der Kurzgeschichte Saying Goodbye to Yang von Alexander Weinstein |
| 2023 | Originaldrehbuch     | David Hemingson | The Holdovers             |                                                                        |
| 2023 | Adaptiertes Drehbuch | Jonathan Glazer | The Zone of Interest      | Nach dem Roman The Zone of Interest von Martin Amis                    |